# FC Kagura Shimane
FC Kagura Shimane (jap. FC神楽しまね, Efu Shī Kagura Shimane) ist ein japanischer Fußballverein aus Matsue in der Präfektur Shimane. Er spielt seit 2019 in der Japan Football League.

## Geschichte
Der Verein wurde 1968 unter dem Namen Matsue RM Club gegründet und spielte für die ersten vierzig Jahre seines Bestehens außerhalb der Ligen seiner Heimatpräfektur Shimane keine nennenswerte Rolle. Im Jahr 2008 erfolgte eine erste Umbenennung zu Volador Matsue (hierbei ist der Begriff volador das spanische Wort für "fliegender Fisch"); unter diesem Namen gelang zur Saison 2010 der Aufstieg in die Chūgoku-Regionalliga.
Mit Beginn der Saison 2011 erfolgten tiefgreifende organisatorische Veränderungen innerhalb des Vereins, um die Voraussetzungen für einen Aufstieg in die Profiliga J.League zu schaffen. Teil dieser Veränderungen war abermals ein neuer Name, fortan firmierte die Mannschaft als Matsue City FC. Schnell stellten sich erste Erfolge wie das überraschende Erreichen des Shakaijin-Pokals 2011 und die erstmalige Teilnahme am Kaiserpokal 2012 ein. Ab 2014 konnte sich Matsue City an der Spitze der Chūgoku-Regionalliga etablieren, den Titelgewinnen 2014 und 2015 folgten zwei Vizemeisterschaften 2016 und 2017. In diesen Jahren, ausgenommen 2016, gelang auch die Qualifikation für die Japanische Fußball-Regionalligen-Finalrunde, der Traum vom Aufstieg in die Japan Football League endete jedoch stets in der Vorrunde dieses Wettbewerbs.
Das Jahr 2018 brachte schließlich den entscheidenden Durchbruch nach oben. Als Basis diente hierfür der dritte Meistertitel in der Chūgoku-Regionalliga, bei dem alle achtzehn Spiele bei einer Gesamttordifferenz von 79:4 gewonnen wurden. Im Shakaijin-Pokal gelangen ebenfalls fünf Siege aus fünf Spielen, und der Gewinn der Regionalligen-Finalrunde – auch hier wurde von den insgesamt sechs Spielen keines verloren – und der damit verbundene Aufstieg in die Japan Football League komplettierte schließlich das Triple. Die einzige Niederlage der gesamten Saison kassierte Matsue City in der zweiten Runde des Kaiserpokals, wo man nach großem Kampf erst durch ein Tor in der Nachspielzeit der Verlängerung gegen den damaligen J1-League-Verein V-Varen Nagasaki ausschied.
Im Jahr darauf wäre der Verein mit einem 15. Platz jedoch fast wieder aus der JFL abgestiegen, lediglich der Aufstieg des FC Imabari und die damit einhergehende Verringerung der Absteiger aus der Spielklasse verhinderte Schlimmeres. Seitdem konnte sich Matsue City jedoch mit Plätzen im Mittelfeld in der Liga etablieren. Zu Beginn der Saison 2022 erfolgte schließlich abermals eine Umbenennung zu FC Kagura Shimane mit dem Ziel, neben der Heimatstadt Matsue auch die gesamte Präfektur stärker für den Verein zu begeistern.

## Vereinsname
Der Name FC Kagura Shimane lässt sich auf die insbesondere in der Präfektur Shimane sehr populären Kagura-Tanzdarbietungen zurückführen. Dieses aus dem Shintō stammende Ritual dient der Beruhigung, Besänftigung und Erfreuung der verehrten Götter und Geister.

## Erfolge
- Japanische Fußball-Regionalligen-Finalrunde

Sieger: 2018
- Chūgoku-Regionalliga

Meister: 2014, 2015, 2018
Vizemeister: 2016, 2017
- Shakaijin-Pokal

Sieger: 2018

## Stadion
Der Verein trägt seine Heimspiele im Matsue Athletic Stadium (jap. 松江市陸上競技場, Matsue-shi rikujō kyōgiba) in Matsue in der Präfektur Shimane aus. Das Stadion, dessen Eigentümer die Stadt Matsue ist, hat ein Fassungsvermögen von 24.000 Zuschauern.
Koordinaten: 35° 26′ 13,7″ N, 133° 3′ 57,5″ O

## Spieler
Stand: April 2022
| Nr. |       | Position | Name              |
| --- | ----- | -------- | ----------------- |
| 1   | Japan | TW       | Ryōta Inoue       |
| 2   | Japan | AB       | Kento Sasaki      |
| 3   | Japan | AB       | Naofumi Shimomura |
| 4   | Japan | ST       | Masaki Miyauchi   |
| 5   | Japan | AB       | Masahiro Baba     |
| 6   | Japan | MF       | Takuya Kakine     |
| 8   | Japan | MF       | Keishiro Sato     |
| 9   | Japan | ST       | Masaya Yūma       |
| 10  | Japan | MF       | Kenta Kawanaka    |
| 11  | Japan | MF       | Gaku Sugamoto     |
| 13  | Japan | AB       | Shun Tsutsui      |
| 14  | Japan | MF       | Ren Yamamoto      |
| 15  | Japan | AB       | Satoru Unemoto    |
| 16  | Japan | MF       | Tomoya Takahata   |
| 17  | Japan | MF       | Takumi Seto       |
| 18  | Japan | ST       | Keisuke Hotta     |
| 19  | Japan | ST       | Riku Sawada       |

| Nr. |       | Position | Name               |
| --- | ----- | -------- | ------------------ |
| 20  | Japan | MF       | Kenta Ishikawa     |
| 21  | Japan | TW       | Koshiro Takashima  |
| 22  | Japan | MF       | Akira Sawashima    |
| 23  | Japan | AB       | Ryosei Ito         |
| 24  | Japan | ST       | Hiroumi Kakura     |
| 25  | Japan | AB       | Daisuke Matsushita |
| 26  | Japan | MF       | Masafumi Kiyomoto  |
| 27  | Japan | AB       | Shingo Momoi       |
| 28  | Japan | AB       | Yusuke Tsukijawa   |
| 29  | Japan | AB       | Takeru Osada       |
| 30  | Japan | TW       | Shoto Ikefuji      |
| 31  | Japan | MF       | Yuzuru Tabira      |
| 32  | Japan | AB       | Naoya Imamura      |
| 33  | Japan | TW       | Kenji Tanaka       |
| 39  | Japan | ST       | Kōya Tanio         |
| 44  | Japan | MF       | Ruka Baba          |

## Trainerchronik
Stand: August 2020
| Trainer            | Nation | von               | bis               |
| ------------------ | ------ | ----------------- | ----------------- |
| Hiroyoshi Katayama | Japan  | 6. September 2014 | 31. Dezember 2015 |
| Kōji Tanaka        | Japan  | 1. Februar 2016   | 31. Januar 2020   |
| Noriaki Sanenobu   | Japan  | 1. Februar 2020   | heute             |

## Saisonplatzierung
| Saison | Liga                  | Platz | Kaiserpokal |
| ------ | --------------------- | ----- | ----------- |
| 2010   | Chūgoku Soccer League | 3.    |             |
| 2011   | Chūgoku Soccer League | 7.    |             |
| 2012   | Chūgoku Soccer League | 3.    | 1. Runde    |
| 2013   | Chūgoku Soccer League | 4.    |             |
| 2014   | Chūgoku Soccer League | 1.    |             |
| 2015   | Chūgoku Soccer League | 1.    | 2. Runde    |
| 2016   | Chūgoku Soccer League | 2.    | 1. Runde    |
| 2017   | Chūgoku Soccer League | 2.    | 2. Runde    |
| 2018   | Chūgoku Soccer League | 1. ▲  | 2. Runde    |
| 2019   | Japan Football League | 15.   | 1. Runde    |
| 2020   | Japan Football League | 10.   | 2. Runde    |
| 2021   | Japan Football League | 5.    | 1. Runde    |
| 2022   | Japan Football League | 12.   | 2. Runde    |
| 2023   | Japan Football League |       |             |